# ميناء البنط
ميناء البُنط، هو ميناء تاريخي في مدينة جدة الساحلية (غرب المملكة العربية السعودية)، ويطلق عليها في الثقافة المحلية "باب البنط"، ويعود تاريخ تأسيسه عام 1867 ميلادية، وكلمة "البنط" مأخوذة من كلمة "بونت" المستخدمة في أميركا الجنوبية، والتي تعني "المرسى".
وأخذ شهرته باعتباره بوابة مكة المكرمة البحرية لاستقبال الحجاج والمعتمرين، وكان يضم مبنى المقر الصحي (الكرنتينه) الذي يستخدم لفحص الحجاج والتأكد من عدم إصابتهم بالأوبئة المعدية، كما اشتهر بعد الرحلة التاريخية للملك السعودي، عبد العزيز آل سعود، إلى مصر عام 1945م.

## الموقع
البُنْط بضم الباء وبعدها نون ساكنة فطاء مهملة ويقع خارج السور مواجها للبحر  وقد ورد وصف البنط في كتاب جدة داخل السور أن:" رصيف البُنْط  الذي تُعشق فيه الصنادل والسنابيك لإنزال البضائع، تمهيدًا لإدخالها إلى ساحة الجمارك، لأن ساحة الجمارك ملاصقة للبنط، ثم نتحرك إلى الشرق حيث يأتينا من اليمين الجمارك ومبنى إدارته، ثم نستمر إلى الشرق لتأتينا بوابة البُنْط ، وفي جانبها من ناحية اليمين ونحن متهين إلى الشرق غرفة بوابة حارس الجمارك"

## التسمية
يرى محمد صادق دياب  أن البُنْط كلمة لاتينية وتعني الزورق المسطح الذي يستخدم في المناطق ذات المعوقات المائية، ويطلق على الميناء الذي يستقبل تلك الزوارق
يتفق الحضراوي والأنصاري بأن مبنى البُنْط هو سوق موسمي مجمع الصيارف، وفيه يباع السمك الطري والتمر الصفري المُليّف، وأنواع سُبح اليُسر والنقل، وغير ذلك وبجواره خان صغير بسقيفة يوصل لسوق الحراج، وفيه قال الشاعر:
البُنْط سوق لطيف محرك للسواكن            الأصل فيه ظريفٌ والأنس فيه مساكن
عند العوام خريف والحوت فيه رواكن         والتمر فيه منيف نحو الصيارف ساكن
يغديك منه رغيف بلين البطن لكن              يكون معك حريف يأخذ ويعطى بواطن
    والحاصل أن هذا السوق في أيام الموسم يكون شديد الازدحام مع كثرة الحجاج

     كان لميناء البنط دور كبير في النشاط التجاري عبر البحر الأحمر، وعن طريقه وصلت السلع الأوروبية إلى أنحاء شبه الجزيرة العربية ومنها إلى الهند، وهذا الميناء يعتبر ككل الموانئ مدينة ذات مستوى معاشي جيد فتجارها أهل يسر ولديهم قصور كبيرة تامة على العمار، على الرغم من أنها مدينة جرداء قاحلة، إلا أن ازدهارها التجاري كفيلًا بأن يجعل أهلها ميسوري الحال وهذا ما ذكره اليعقوبي عندما قال في الميناء:
"وهي مدينة على ساحل البحر عظيمة فيها التجار الذين يجهزون الميرة من مصر إلى الحجاز وإلى اليمن وبها مرسى المراكب وأهلها أخلاط من الناس تجارها أهل يسار" 
ومنه كانت تحمل الحمولات إلى اليمن واليمن، كما أن بعض سفن البحر الأحمر أخذت بالوصول إليها من عدن حيث قال الاصطخري:
"مدينة على شفير البحر وينتهى هذا البحر اليها وهى في عطف هذا البحر في آخر لسانه وليس بها زرع ولا شجر ولا ماء وانّما يحمل لهم من آبار ومياه بعيدة منهم وهى تامّة العمارة بها فرضة مصر والشام ومنها تحمل حمولات الشام ومصر الى الحجاز واليمن وسواحل هذا البحر وبينها وبين فسطاط مصر مرحلتان ثمّ ينتهى على شطّ البحر فلا تكون بها قرية ولا مدينة سوى مواضع فيها ناس مقيمون على صيد من هذا البحر وشيء من النخيل"  
خرج مبنى البنط في منتصف الخمسينيات في القرن العشرين، عن العمل، بعد نقل جميع المرافق والمهام التي كان يقوم بها إلى إدارة ميناء جدة الإسلامي، إلا أنه بدأ وزارة الثقافة السعودية، أعلنت في فبراير من عام 2023، عن تدشين مشروع لتطوير الواجهة البحرية لمنطقة جدة التاريخية، أحد مواقع التراث العالمي السعودية في قائمة اليونسكو، والتي تضمنت إعادة البحر إلى ميناء البنط التاريخي.

## الوصف المعماري لمبنى الميناء (البُنْط)
يتكون الميناء الجديد الذي استغرق بناؤه عشر سنوات من ثلاثة مرافق حيوية وهي (الإسكلة) والتي يعود انشاؤها إلى عهد الملك عبدالعزيز، و(الكرنتينة) ، وجمرك الحجاج، وتطل الكرنتينة على الشارع العام شرقًا، وعلى البحر غربًا وعلى مكتب وزارة المالية وإدارة الأراضي شمالًا ومن الجنوب إدارة البرق، قبل ردم المياه الضحلة التي أمامها لإنشاء ميناء جدة الإسلامي، ومصفاة البترول، وتم تغييرها إلى ( مصلحة الصحة البحرية والكرنتينات) وقد أزيل هذا المبنى فيما بعد لأغراض التوسع العمراني، أما القسم الثالث ( جمرك الحجاج)، فكان يتم تجميع أمتعة الحجاج وحقائبهم فيه، حيث كان الحجاج يتوجهون إليه لاستلام امتعتهم، ومن ثم يتوجهون إلى خارج مبنى البُنْط ومنها إلى مكة، وقد توقف مبنى البُنْط  في منتصف الخمسينات عن العمل، حيث تم نقل جميع المرافق والمهام التي كان يقوم بها إلى إدارة ميناء جدة، كما كانت مستودعات الجمارك في موقع عمارة الأمير عبدالله الفيصل، بشارع الملك عبدالعزيز
بقي المبنى المكون من الطابقين صامدًا محتفظًا بملامحه العمرانية، ويتكون تخطيطه من مسقط أفقي مستطيل الشكل، تبلغ مساحة الدور الأرضي 1218م2 وبمساحة إجمالية تبلغ 2726م2، بني بالحجر المنقبي، وسقف بالخشب إلا أنه وبعد تآكل السقف عمل سقفه من الاسمنت المسلح، ويتكون الدور الأرضي من صالات فسيحة كانت تستخدم لاستكمال إجراءات وصول الحجاج، وعمل الكشوفات الطبية اللازمة لهم، وعلى جانبي الصالات توجد اثنتا عشرة غرفة مختلفة المساحات، كانت تستخدم للموظفين والأطباء، أما الدور الثاني فيمكن الصعود إليه عن طريق درج واسعة تنفصل إلى سلمين عن اليمين وعن اليسار تعطي شكلًا وفخامة للمبنى من الداخل، يتكون من ثماني عشرة غرفة مختلفة المساحات، وقد تم تحويل المبنى إلى متحف لعرض كل ما يخص وسائل ونشاطات النقل البحري، ويعد المبنى من أقدم المباني القائمة بمدينة جدة، والذي لايزال يحتفظ بالكثير من عناصره المعمارية، التي اشتهرت بهار عمارة المباني التقليدية بمدينة جدة، كالحجر المنقبي والزخارف الخشبية على الأبواب والشبابيك

## باب البنط
يخلط البعض بين باب الصبة، أحد أبواب السور القديم الذي هدم في عام ١٩٤٧م، وباب البُنْط الذي يقع على السور المحيط بمنشآت البُنْط على الجانب الغربي من شارع الملك عبد العزيز والتي هدمت بعد افتتاح ميناء جدة الإسلامي جنوب جدة ويعتبرونه من أحد أبواب السور. ويلي باب البنط في اتجاه الجنوب مبنى إدارتي المالية و"البندرول" وله ساحة خاصة به بابها يفتح على شارع الملك عبد العزيز مباشرة. وإدارة "البندرول" هي الإدارة المختصة بتحصيل رسوم الدخان والتنباك الوارد إلى جدة عن طريق البحر.
رغم خروجه عن الخدمة في خمسينيات القرن الماضي، إلا أن مبنى الميناء التاريخي لا يزال يحتفظ بمعالمه العمرانية القديمة، وتبلغ مساحته 1000 متر مربع ويضم 12 غرفة في الدور الأرضي، و16 غرفة في الطابق العلوي، وزينت جدران المبنى من الداخل ببعض النقوش الإسلامية والآيات القرآنية، وزينت المداخل والصالات بالأقواس والأعمدة التي تتوزع في جميع المداخل والممرات في المبنى. أعيدت الحياة إلى المبنى التاريخي بعد إعلان وزارة الثقافة انشاء متحف "البحر الأحمر" في "باب البنط".
وقد حُوِّل مؤخراً مبنى "باب البنط" بحسب حديث أمانة منطقة جدة سابقاً إلى متحف تُعرض فيه جميع وسائل النقل البحري القديمة، مثل السواعي، والمعديات، والهواري، والسنابيك، والسفن الشراعية، وغيرها، بالإضافة إلى النشاطات البحرية القديمة التي كان يعمل فيها أهل جدة. وعرضت الحرف والصنائع المرتبطة بالحج كالسبح والسجاد والمصاحف القديمة، وأعلنت وزارة الثقافة عن إنشاء متحف البحر الأحمر في مبنى "باب البنط" بجدة التاريخية، والذي سيُفتتح في أواخر عام 2022م متضمناً مقتنياتٍ ومخطوطاتٍ وصوراً وكتباً نادرة، تحكي في مجموعها قصة "مبنى البنط" التراثي بوصفه نقطة اتصال تاريخية بين سكان ساحل البحر الأحمر والعالم، ومدخلاً رئيسياً للحجاج والتجار والسياح إلى مدينة جدة.